# Helen Dorn: Der kleine Bruder
Der kleine Bruder ist ein deutscher Fernsehfilm von Friedemann Fromm aus dem Jahr 2023. Es handelt sich um die 18. Folge der ZDF-Kriminalfilmreihe Helen Dorn mit Anna Loos in der Titelrolle, die im Rahmen der Samstagskrimis des ZDF ausgestrahlt wurde.

## Handlung
Der junge Rocco Burhan flüchtet auf einem Motorrad vor zwei Männern, die ihn angeschossen haben und nun verfolgen. Er versucht, sich in die Stadtteilschule in Wilhelmsburg zu retten und schießt dabei auf eine Lehrerin. Im Keller versteckt wartet er auf Hilfe durch seine Freundin Abebi Elemide. Kommissarin Helen Dorn wird über den Amoklauf informiert und unterstützt das bereits eingetroffene Einsatzkommando. Während sie versucht, über Rocco's jüngeren Bruder Denniz, der Schüler an der Schule ist, Kontakt zu dem Flüchtigen zu bekommen, stirbt der Amokläufer unter mysteriösen Umständen. Helen Dorn sucht nach dem Täter und den Hintergründen. Offensichtlich hatte Rocco im Keller Hilfe von dem nigerianischen Arzt erhalten, mit dessen Tochter der Junge befreundet war. Da er als Ausländer nur geduldet ist, hält er sich mit seiner Aussage bedeckt.
Von Roccos Mutter erfährt Dorn, dass Roccos Vater vor einiger Zeit nach Nordmazedonien abgeschoben wurde und dort schwer an Lungenkrebs erkrankt ist. Rocco hatte versucht, Geld aufzutreiben, damit sein Vater operiert werden kann. Dorn dringt allmählich immer mehr in die unübersichtliche Lage auf der südlichen Elbseite Hamburgs ein, wo Skepsis gegenüber der Polizei und Wut auf die Lebensumstände herrschen. Persönliche Verstrickungen der Beteiligten, die alle einen Migrationshintergrund haben, machen es ihr fast unmöglich, weiterzukommen. Dorn ist davon überzeugt, dass Denniz sowohl das Handy als auch die Waffe seines großen Bruders an sich genommen hat. Sie warnt ihn davor, Roccos Mörder selbst zur Verantwortung ziehen zu wollen.
Denniz kontaktiert Roccos Freundin Abebi, weil sie ihm mit ihren Hackerqualitäten dabei helfen soll, die Codes in Roccos Handy zu entschlüsseln. Er will die Daten an den Autoverwerter Melih Hadad verkaufen, der sie dazu benötigt, einen bestimmten Container im Hafen an sich zu bringen. Abebi Bruder Deon, der seine Schwester beschützen will, spioniert ihr nach und droht Melih Hadad, der ihn daraufhin von seinen Handlangern, die bereits Rocco gejagt hatten, niederschlagen lässt. Melih Hadad benutzt nun Deon als Druckmittel, um Abebi und Denniz dazu zu bringen, ihm die Daten für einen bestimmten Container unentgeltlich zu überlassen. Dorn, die Melih Hadad überwachen lässt, kann seine Aktion stören und Deon befreien, der ihr angibt, gesehen zu haben, wie Melih Hadad auf Rocco geschossen habe. Melih Hadad wird am Ende selbst niedergeschossen, als er Denniz mit einer Waffe bedroht.
Helen Dorn hätte Denniz und seine Mutter gern vor der Abschiebung bewahrt, was ihr aufgrund der Vorkommnisse nicht gelingt. Beim Abschied von Denniz will Abebi ihm eine Tasche mit 250.000 Euro mitgeben, die für die Operation seines Vaters sein soll. Sie hatte bei ihren Aktionen heimlich Melih Hadad Konto gehackt. Dorn nimmt ihnen jedoch die Tasche ab, weil sie das Geld nicht durch den Zoll bekommen würden.
Im Gespräch mit ihrem Vater meint Dorn, ob er mit ihr mal Urlaub machen möchte: in Nordmazedonien.

## Hintergrund
Die Dreharbeiten für Der kleine Bruder erfolgten vom 10. August bis zum 8. Oktober 2021 in Hamburg unter dem Arbeitstitel Kleiner Bruder. Die Erstausstrahlung im ZDF erfolgte am 21. Oktober 2023, vorab war der Film ab 14. Oktober 2023 über die Mediathek abrufbar.

## Rezeption

### Einschaltquote
Bei der Erstausstrahlung von Der kleine Bruder am 21. Oktober 2023 verfolgten in Deutschland insgesamt 5,08 Millionen Zuschauer die Filmhandlung, was einem Marktanteil von 20,7 Prozent für das ZDF entsprach.

### Kritik
Tilmann P. Gangloff wertete für tittelbach.tv und empfand die „ungewöhnlich facettenreiche Geschichte“ die „mit ihren Anklängen an Romeo und Julia mehrere kulturelle, religiöse und ethnische Konflikte“ „dennoch nicht [als] überfrachtet.“ „Dem Anspruch und der Botschaft zum Trotz“ sei es „kein Themenfilm geworden; das Krimidrama enthält eine Vielzahl jener Spannungselemente, die man von ‚Helen Dorn‘ (Network Movie) erwarten darf. Das ohnehin vorzüglich zusammengestellte Ensemble hat zudem einige kaum bekannte, aber eindrucksvolle Mitwirkende zu bieten.“
Die Kritiker der Fernsehzeitschrift TV Spielfilm kamen zu dem Urteil: „Explosiver Politkrimi mit vielversprechenden Jungdarstellern“.
Oliver Armknecht von film-rezensionen.de meinte, der Film „versucht sich an einer ganzen Reihe von Themen, von Liebesdrama über Migration und islamischen Terror bis zu internen Streitigkeiten. Das Ergebnis ist völlig überfrachtet und wird den einzelnen Abschnitten nicht gerecht, trotz zahlreicher Spannungen ist das unbefriedigend.“